# مارفن أوستين
مارفن أوستين (بالإنجليزية: Marvin Austin)‏ هو لاعب كرة قدم أمريكية أمريكي، ولد في 1989 في واشنطن العاصمة في الولايات المتحدة.

## وصلات خارجية
- مارفن أوستين على موقع إي إس بي إن.كوم (أن.أف.أل)3
- مارفن أوستين على موقع مرجع كرة القدم المحترفة.كوم (الإنجليزية)